# Mexitrichia macuta
Mexitrichia macuta är en nattsländeart som beskrevs av Lazar Botosaneanu 1998. Mexitrichia macuta ingår i släktet Mexitrichia och familjen stenhusnattsländor. Inga underarter finns listade i Catalogue of Life.